# 魔天忍法帖
『魔天忍法帖』（まてんにんぽうちょう）は、山田風太郎の時代小説。忍法帖シリーズの14番目の長編。『週刊アサヒ芸能』に1964年12月から1965年8月にかけて連載され、1965年にアサヒ芸能出版から新書版（平和新書）で刊行された。
パラレルワールドを題材にした作品であり、歴史上の出来事が逆行する（江戸城陥落→関ヶ原→山崎→本能寺→桶狭間）。

## 登場人物

### 伊賀忍者
- 鶉平太郎（うずら へいたろう） - 公儀隠密。本作の主人公[1]。
- 服部半蔵正成（はっとり はんぞう まさなり） - 初代服部半蔵。江戸城の半蔵門にその名を残す。

### 百地一族
- 百地丹波守（ももち たんばのかみ） - 伊賀鍔隠れ谷・百地一族の首領。
- 御牧道雪（みまき どうせつ） - 百地一族の忍者。
- 八潮円十郎（やしお えんじゅうろう） - 同じく百地一族の忍者。
- 長門銅銭（ながと どうせん） - 同じく百地忍者。
- 那珂銀八（なか ぎんぱち） - 同上。
- 石川五右衛門（いしかわ ごえもん） - 同上。
- 葛西軍兵衛（かさい ぐんべえ） - 同上。

### 百地くノ一
- お箙（おふく） - 伊賀鍔隠れ谷・百地一族のくノ一。
- お大（おだい） - 同じく百地くノ一。
- お巻（おまき） - 同上。

## 目録
1.  忍者化粧蔵
2.  逆流れ
3.  江戸夏の陣
4.  わが友 ● 猿飛佐助
5.  真田忍び組
6.  家康処刑
7.  平太郎の方針
8.  妖姫ちゃちゃ
9.  誇大妄想狂
10. 吉法師
11. 好機到来
12. 百地砦の一族
13. 平太郎の手兵
14. 軍法関ヶ原
15. 遠耳貝
16. 功名帖筆頭人
17. 織田上総介
18. 忍法関ヶ原
19. 明智謀叛の顛末
20. 虚々実々
21. 鳩飛脚
22. 小栗栖
23. 臥薪嘗胆
24. 五右衛門釜
25. 敵は本能寺
26. 邯鄲一炊の夢

## 作中に登場する忍法
- 忍法黄泉がえり（よみがえり） - 過去の死者を蘇らす。
- 忍法遠耳貝（とおみみがい） - 遠くの者にささやき声をきかせたりする[2]。
- 忍法風閂（かざかんぬき） - 髪の毛で肉体や衣類を切に裂く。
- 忍法逆櫓（さかさやぐら） - 並走する2人の肩に後ろ向きに立ち、敵に手裏剣を投げる。
- 忍法肉雅楽（にくががく） - 肉体で音楽を奏でる。
- 忍法虫採草（むしとりぐさ） - 体が液体化し、触れた相手を粘液で動けなくする。

## 書誌情報
- 『魔天忍法帖』 アサヒ芸能出版（平和新書）、1965年
- 『魔天忍法帖』 東京文藝社、1973年
- 『魔天忍法帖』 トクマノベルス、1976年
- 『魔天忍法帖』 徳間文庫、1980年

## 備考
- 忍法帖シリーズの長編をほぼ網羅した角川書店のラインナップにはなく、徳間書店により文庫化された。なお、連載当時『アサヒ芸能』は初刊本も刊行したアサヒ芸能出版が発行していたが、のちに書籍部門を徳間書店として分社化、1967年にはアサヒ芸能出版自体も徳間書店と合併し、『アサヒ芸能』も徳間書店名義での発行となっている。